# Witkinglansvogel
De witkinglansvogel (Galbula tombacea) is een vogel uit de familie Galbulidae (glansvogels).

## Verspreiding en leefgebied
Deze soort komt voor in het noordwestelijk Amazonebekken en telt twee ondersoorten:
- G. t. tombacea: zuidelijk Colombia, oostelijk Ecuador, noordwestelijk Peru en westelijk Brazilië.
- G. t. mentalis: het westelijke deel van Centraal-Brazilië.

## Status
De grootte van de populatie is niet gekwantificeerd maar de soort wordt omschreven als tamelijk algemeen. Op de Rode lijst van de IUCN heeft deze soort de status niet bedreigd.